# 孟建
孟建（？—？），字公威，汝南人，仕魏，官至涼州刺史、征東將軍。

## 生平
《魏略》載：諸葛亮在荊州，於建安初年，與潁川石廣元（名韜）、徐元直（名庶）、汝南孟公威等一同遊學，孟、石、徐三人求學皆務要精熟，只有諸葛亮能觀其大略。每至晨夜閒時，常共抱膝長嘯，諸葛亮謂三人道：「卿等三人的仕進，官位可至刺史、郡守。」三人反問諸葛亮能至何位，他只笑而不言。後孟建思鄉里，意欲北歸，諸葛亮道：「中國甚多士大夫，要四方遨遊，又何必歸故鄉呢！」
由於史書記載甚少，無法確定孟建何時仕曹魏，以及中間的官職為何，只知道在黃初四年溫恢過世之後，孟建接替他成為涼州刺史，頗有治名。
在《三國志·魏書·溫恢傳》，裴松之引《魏略》注：諸葛亮在出祁山時（應該是第二次，第一次出祁山時司馬懿還在荊州任都督），在回覆司馬懿的回信中，希望司馬懿請杜襲替他向孟建致意。